# Bathypolypus salebrosus
Bathypolypus salebrosus är en bläckfiskart som först beskrevs av Sasaki 1920.  Bathypolypus salebrosus ingår i släktet Bathypolypus och familjen Octopodidae. Inga underarter finns listade i Catalogue of Life.